# The Girl from Plainville
The Girl from Plainville es una miniserie de televisión biográfica estadounidense de drama criminal creada por Liz Hannah y Patrick Macmanus. La serie está protagonizada por Elle Fanning, Chloë Sevigny y Colton Ryan.  Se estrenó en Hulu el 29 de marzo de 2022.  Una parte de la serie se mostró en SXSW el 12 de marzo de 2022.  La serie es una dramatización de los acontecimientos que condujeron a la muerte de Conrad Roy y su novia Michelle Carter y su condena por homicidio involuntario.  La serie recibió críticas en su mayoría positivas, con elogios hacia las actuaciones de Fanning, Ryan y Sevigny.

## Sinopsis
La chica de Plainville explora los acontecimientos en Massachusetts que llevaron a la muerte de Conrad Roy por suicidio en 2014 y a la condena de su novia Michelle Carter en 2017 por su homicidio involuntario. 
La narrativa sigue una estructura no lineal con dos historias paralelas, una sobre la relación de Conrad y Michelle desde su encuentro inicial en Florida en 2012 hasta su muerte, y otra sobre los eventos posteriores a su muerte. Los mensajes de texto que Conrad y Michelle se envían con frecuencia se recrean como si estuvieran teniendo una conversación en vivo. También hay una serie de secuencias de fantasía, contadas desde el punto de vista de Michelle.

## Elenco y personajes

### Principal
- Elle Fanning como Michelle Carter
- Chloë Sevigny como Lynn Roy
- Cara Buono como Gail Carter
- Kai Lennox como David Carter
- Colton Ryan como Conrad "Coco" Roy III
- Norbert Leo Butz como Conrad "Co" Roy II

### Recurrentes
- Kelly AuCoin como Scott Gordon
- Scott William Winters como Eric Dawicki
- Kristin Griffith como Janice Roy
- Ella Rubin como Natalie Gibson
- Jeff Wahlberg como Rob Mahoney
- Página de Kylie Liya como Cassie Wilkins
- Peter Gerety como Conrad Roy Sr.
- Chinasa Ogbuagu como Teresa Adams
- Aya Cash como Katie Rayburn
- Michael Mosley como Joseph Cataldo
- JC MacKenzie como juez Moniz

Además, Ella Kennedy Davis coprotagoniza el papel de Sydney Roy, una de las hermanas menores de Coco.

### Invitado
- Perla Amanda Dickson como Susie Pierce
- Guy Boyd como el Dr. Peter Breggin

## Producción

### Desarrollo
El 15 de agosto de 2019, se anunció que Universal Content Productions estaba desarrollando una serie de televisión inspirada en el caso, con la documentalista Erin Lee Carr y el periodista Jesse Barron como productores consultores.  El 7 de agosto de 2020, se informó que la serie recibió un pedido directo de serie y que la serie se titularía The Girl From Plainville, que estaría en Hulu. La serie fue creada por Liz Hannah y Patrick Macmanus, quienes también se espera que sean productores ejecutivos junto a Elle Fanning y Brittany Kahan Ward. Universal Content Productions, Echo Lake Entertainment y Littleton Road Productions son las productoras involucradas en la producción de la serie.  El 14 de abril de 2021, se anunció que Lisa Cholodenko dirigirá los dos primeros episodios de la serie.  El 2 de septiembre de 2021 se informó que Hannah, Zetna Fuentes y Pippa Bianco fueron agregadas como directoras de la serie limitada.  La serie se estrenó el 29 de marzo de 2022. 
La serie fue lanzada en StarzPlay en el Reino Unido, Austria, Bélgica, Dinamarca, Finlandia, Francia, Alemania, Islandia, Irlanda, Italia, Luxemburgo, Países Bajos, Noruega, España, Suecia, Suiza, Japón y América Latina, incluido Brasil y México. 
El rodaje de la serie comenzó el 17 de agosto de 2021 y concluyó el 10 de diciembre de 2021 en Savannah, Georgia. 

### Casting
Tras el anuncio del pedido de la serie, se informó que Elle Fanning fue elegida para protagonizar.  El 6 de mayo de 2021 se anunció que Colton Ryan se unió a ese elenco en un papel protagónico.  En agosto de 2021, se informó que Chloë Sevigny, Norbert Leo Butz, Cara Buono y Kai Lennox fueron elegidos como personajes habituales de la serie.    El 1 de octubre de 2021, se anunció que Peter Gerety, Michael Mosley, Ella Kennedy Davis, Pearl Amanda Dickson, Kylie Liya Page y Jeff Wahlberg se unieron al elenco en papeles recurrentes. 

## Recepción

### Respuesta crítica
La chica de Plainville recibió críticas en su mayoría positivas de los críticos. El sitio web de recopilación de reseñas Rotten Tomatoes informó un índice de aprobación del 93% basado en 29 reseñas de críticos, con una calificación promedio de 7,2/10. El consenso de los críticos del sitio web dice: "Basado en una actuación inquietantemente poderosa de Elle Fanning, The Girl from Plainville dramatiza una sórdida historia real con elegante moderación".  En Metacritic, la serie limitada tiene una puntuación de 76 sobre 100, basada en 18 reseñas, lo que indica "críticas generalmente favorables". 
Saloni Gajjar El AV Club le dio a la serie limitada una B- y dijo: "Logra aportar un elemento humano a un crimen desconcertante sin sensacionalismo. Y en su mayor parte, esto se debe a las emocionantes actuaciones de Fanning, Ryan y Chloë. Sévigny..." 
Lucy Mangan de The Guardian le dio a la serie tres de cinco estrellas, elogiando las actuaciones de Fanning y Sevigny pero criticando el guion: "... no parece que haya suficiente profundidad, conocimiento o valor agregado aquí para justificar el esfuerzo. " 

## Nominaciones
| Año  | Otorgar                                                         | Categoría                                                                            | Candidato                                                                      | Ref.   |
| ---- | --------------------------------------------------------------- | ------------------------------------------------------------------------------------ | ------------------------------------------------------------------------------ | ------ |
| 2022 | Premios de televisión de la Asociación de Críticos de Hollywood | Mejor actriz en una serie o película de streaming limitada o de antología            | Elle Fanning                                                                   |        |
| 2022 | Premios de televisión de la Asociación de Críticos de Hollywood | Mejor actriz de reparto en una serie o película de streaming limitada o de antología | Chloë Sevigny                                                                  |        |
| 2022 | Premios de televisión de la Asociación de Críticos de Hollywood | Mejor dirección en una serie o película de streaming limitada o de antología         | Liz Hannah (for "Talking Is Healing")                                          |        |
| 2022 | Premios de televisión de la Asociación de Críticos de Hollywood | Mejor guion en una serie o película de streaming limitada o de antología             | Liz Hannah y Patrick MacManus (for "Star-Crossed Lovers and Things Like That") |        |
| 2022 | Premios de la Asociación de Críticos de Televisión              | Logro destacado en películas, miniseries y especiales                                | La chica de Plainville                                                         |        |
| 2023 | Premios de televisión Critics' Choice                           | Mejor serie limitada                                                                 | La chica de Plainville                                                         | [ 16 ] |
| 2023 | Premios satélite                                                | Mejor actriz de miniserie, miniserie o película para televisión                      | Elle Fanning                                                                   | [ 17 ] |